# Madecourt
 Madecourt  es una población y comuna francesa, en la región de Lorena, departamento de Vosgos, en el distrito de Neufchâteau y cantón de Mirecourt.

## Demografía
| 62 | 56 | 44 | 50 | 63 | 72 |
| Para los censos de 1962 a 1999 la población legal corresponde a la población sin duplicidades (Fuente: INSEE [Consultar]) |    |    |    |    |    |